# Nicolae Mihai
Nicolae Mihai (n. 17 iulie 1932, Ogretin, jud. Prahova – d. 17 ianuarie 2001, Bertea) a fost un scriitor român.

## Biografie
Se naște în 17 iulie 1932, la Ogretin, jud. Prahova, într-o familie de țărani. Este fiul lui Ion Mihai și al Sevastiței (n. Voiculescu). La vârsta de un an rămâne orfan de mamă, iar la treisprezece ani îi moare și tatăl. Frecventează școala primară în satul natal, apoi Liceul „Sf. Petru și Pavel” din Ploiești. Un an lucrează ca învățător suplinitor în comuna Bertea din județul Prahova unde se va căsători cu o localnică și va avea doi copii, un bâiat și o fatâ, care, în prezent, sunt profesori. În 1951 Nicolae Mihai devine student la Facultatea de Filologie, secția romănă-franceză, a Universității din București, dar în 1956, în ultimul an de studii, este arestat pe motive politice și exmatriculat împreună cu prietenul său cel mai bun, scriitorul Sorin Titel, pentru „abateri grave de la disciplina de student”. Printre alte motive, a fost acuzat că este fiu de legionar și a avut o educație legionară de la tatl său. Pus sub observație, este eliberat din arest după câteva ore, după ce fusese silit să semneze declarații la Securitate prin care promitea că nu se va implica niciodată în demonstrații cu caracter politic. Mai târziu i se acordă dreptul să intre „în câmpul muncii”. Cu multe reticențe din partea autorităților, s-a putut totuși reangaja ca profesor suplinitor la școlile periferice din județul Prahova, mai întâi în comuna Cărbunești și, ulterior, în comuna Bertea. Acolo se va stabili definitiv, funcționând ca profesor de limba română la aceeași școală cu scriitorul Cristian Petru Bălan. Amândoi vor locui la aceeași gazdă și vor rămâne prieteni  toată viața. Reprimit la facultate, își finalizează pregătirea universitară la cursurile fără frecvență, luându-și licența în 1965. Va funcționa ca profesor la Bertea până în 1998, când se pensionează. Din 1989, după o vizită în Franța, devine președinte de onoare al Asociației de Prietenie „L'Espoir Bertea-Louvigny”, pentru că, printre altele, a contribuit la înfrățirea localității franceze Louvigny cu comuna românească Bertea. În 1991, invitat de Ministerul Culturii din Luxemburg, conferențiază în câteva licee din această țară. Va fi consilier comunal o legislatură. Ultimii ani ai vieții scriitorului vor fi întunecați de o boală nemiloasă și va deceda la Bertea, la 17 ianuarie 2001, exact în luna, ziua și ora când s-a sfârșit din viață bunul său prieten Sorin Titel, coincidență care i-a stupefiat pe toți.

## Cariera literară
Nicolae Mihai, ca și Tudor Arghezi, își face debutul literar ceva mai târziu, la 46 de ani, în revista „România literară”, în 1978, cu un fragment de roman Călător în amurg, iar în 1983 îi apare prima carte, romanul Noaptea roșie, despre care Sorin Titel scrie că „poartă toate însemnele unei depline maturități artistice”. Cartea, foarte bine elaborată stilistic, este un frumos roman de dragoste având ca temă iubirea interzisă, unde fratele se îndrăgostește de cumnata sa, soția fratelui său, o tragică iubire reciprocă, dar sfârșită cu o tragedie. În al doilea roman, Casa de lângă lună (1988), subiectul epic este diferit: lupta aprigă a unui tânăr orfan de mamă cu barierile vieții pe care le înfruntă pe rând, până la realizarea deplină. Elementele autobiografice sunt evidente. Cea de a treia carte este o culegere de nuvele și povestiri, Mestecenii din vis (1990), care reține atenția prin alte secvențe biografice dar și prin evocările prieteniei cu Sorin Titel, urmărite până la tragicul său sfârșit.

## Opera
- Noaptea roșie, București, 1983; Casa de lângă lună, București, 1988; Mestecenii din vis, București, 1990.

## Repere biografice
- C. Manolache, Un remarcabil debut prahovean în proză, Flamura Prahovei, 1983, nr. 7402;
- Sorin Titel, Mihai Nicolae, România literară, 1978, 15;
- Sorin Titel, Cehov, 206-208;
- Dan C. Mihilescu, Compilații afective, Contemporanul, 1984, 11;
- Valentin Dumitrescu, Romanul unei familii, Scrisul bănățean, 1984, 1-2;
- Vasile Băran, Fermecătoarea natură, România literară, 1988, 41;
- Sebastian Vlad Popa, Spiritul doctorului Wagner, România literară, 1991;, 18;
- Marian Popa, Istoria lit., II, 942;
- Viața lui Sorin Titel povestită de Iosif Titel, tatăl scriitorului, Caiete critice, 1984, 1-2;
- Academia Română, Dicționarul general al literaturii române, vol. IV, L-O, pp. 614–615, Editura Univers Enciclopedic, București, 2005.